# Lulu Hughes
Lulu Hughes (née Louise Hugues le 14 mai 1967) est une chanteuse canadienne de RnB, rock et blues, originaire du Québec. 

## Biographie

### Jeunesse et débuts
Son père était d'origine irlandaise et sa mère d'origine italienne. Ils étaient tous deux musiciens. À la mort de son père, lorsqu'elle était enfant, elle vit avec sa mère et ses 3 frères dont Rick Hughes (1963) qui est aussi chanteur et Dan Hughes qui est batteur.
Reconnue pour sa voix puissante, elle commence sa carrière comme chanteuse principale au sein de la formation Soul What (funk, RnB, rock, blues) écumant les bars musicaux de la province. Elle se fait remarquer par l'émission de télévision de l'heure : Beau et chaud où elle devient une habituée. Elle travaille aussi pendant plusieurs années en tant que soliste pour Le Montréal Jubilation Gospel Choir ainsi que pour la compagnie de théâtre Carbone 14 mais demeure cependant méconnue du grand public et se fait surtout connaître de ses pairs grâce à ses talents de choriste pour plusieurs artistes Québécois, Canadiens et Américains dont Dan Bigras, Roch Voisine et Barry White et surtout Too Many Cooks pour qui elle travaillera pendant 8 ans. En 1999, elle est choisie pour interpréter le rôle de Marie-Jeanne dans la production Starmania (1999-2001).

### Depuis les années 2000
En 2002, Lulu Hughes sort son premier album éponyme et se fait connaître grâce au succès du single Rock With Me. Elle lance son deuxième album Crazy Mama en 2006. Ce dernier disque sera malheureusement retiré des tablettes assez rapidement dû à l'affaire Guy Cloutier qui était son gérant. Sa compagnie de disque avait fermé ses portes à la suite de cette histoire, ce qui explique que le disque est retiré[réf. nécessaire]. Elle se fait aussi remarquer comme comédienne dans le film La Rage de l'ange de Dan Bigras où elle tient le rôle de Sandra, et le film Suzie de Micheline Lanctôt où elle tient le rôle d'une policière.
Elle travaille avec le groupe Porn Flakes, aux côtés de vieilles connaissances telles que Dan Goergesco et Mike Plant (Too Many Cooks, Sword) et serait à la préparation d'un nouvel album[Quand ?]. Elle collabore aussi avec Antoine Clamaran, DJ français de house où elle écrit et prête sa voix sur plusieurs titres tels que Release Yourself, Feel It, et Give Some Love. Elle participe également au disque In Da House Volume 4 de Daniel Desnoyers, interprétant Call Me Love.
En août 2016, elle participe à l'enregistrement de l'émission En direct de l'univers de Céline Dion, qui sera diffusée en septembre sur les ondes d'ICI Radio-Canada Première. Toujours en 2016, elle annonce qu'est est atteinte d'un cancer virulent, mais non incurable,. Elle fait une sortie en plein traitements de chimiothérapie sur le plateau de Belle et Bum à l'hiver 2017, alors qu'elle interprète plusieurs chansons populaires. Dès lors, elle remonte sur scène et continue de collaborer avec le groupe Porn Flakes. 
Depuis 2017, Lulu Hughes devient l'ambassadrice de la compagnie Corpa Flora inc. Elle s'associe avec Corpa Flora pour ramasser de l'argent pour diverses associations dont le cancer du sein du Québec. Elle collabore avec l'entreprise pour la création de deux produits: Tangerine Tango et Sweet Orange Bleue. En parallèle, elle devient porte-parole en 2018 et présidente en 2019 de La Ride de filles, une association luttant contre le cancer du sein.
En mars 2025, Lulu Hughes annonce la rémission de son cancer et son retour sur scène.

## Vie personnelle
Lulu Hughes a une fille, Melody Victoria, née le 18 mars 2010.